# Samuel Ersson
Samuel Ersson, född 20 oktober 1999 i Falun, är en svensk ishockeymålvakt som spelar för Philadelphia Flyers i National Hockey League (NHL). Han draftades av Flyers i den femte rundan av NHL Entry Draft 2018.
Ersson vann Guldgallret 2019, ett pris som tilldelas Hockeyallsvenskans främsta junior, för sina insatser i Västerås Hockey under säsongen 2018/2019. Inför säsongen 2019/2020 skrev Brynäs på ett kontrakt med Ersson.